# Luís Seoane
Luís Seoane López (Buenos Aires, 1 de Junho de 1910 — Corunha, 5 de Abril de 1979) foi um editor, escritor, jornalista, gravador e sobretudo pintor galego.

## Biografia
Nascido em Buenos Aires  em 1910, filho de emigrantes, veio de criança para Galiza. Fez Direito em Santiago de Compostela, onde participou na atividade política e cultural estudantil.
A partir de 1931 exerceu de advogado trabalhista na Corunha.  Em 1934 afilia-se ao Partido Galeguista. Em 1936 participou na campanha do Estatuto de Autonomia,  passando à clandestinidade quando o golpe de estado do 18 de Julho até que em 1937 pôde exilar-se a Buenos Aires via Lisboa. Ali fixou sua residência, trabalhando no consulado republicano.
Foi o promotor de muitas empresas culturais, da emigração e do interior (revistas como Galiza Livre, a imprensa Resol em Santiago de Compostela junto a Arturo Cuadrado; editoriais como a Losada; o Laboratório de Formas da Galiza, junto a Isaac Díaz Pardo, do qual nascerá o complexo de Sargadelos, etc.).
Regressou a Espanha em 1960. Nas últimas décadas da sua vida, alternou a residência na América com viagens a Galiza. Morreu na Corunha em 1979.
Foi-lhe dedicado o Dia das Letras Galegas em 1994

## Obra pictórica
Sua obra como artista gráfico foi importantíssima: gravador, desenhista, pintor... Luís Seoane é um dos maiores plásticos galegos, o mais completo e conhecido. Sua obra pictórica reflete esse amor a Galiza e sua ânsia por recuperar paisagens, símbolos e personagens galegos para fazê-los universais.
De tendência expressionista e próxima à abstração, sua obra foi exposta em Buenos Aires, Montevidéu, Londres, Nova York, Veneza, México, Bruxelas, Hamburgo...

## Obra escrita

### Obra em galego

#### Poesia
- Fardel d'eisilado (Buenos Aires, Ediciós Anxel Casal, 1952)
- Na brétema, Sant-Yago (Buenos Aires, Ediciones Botella al Mar, 1956)
- As cicatrices (Buenos Aires, Editorial Citania, 1959)

#### Narração
- Tres follas de ruda e un allo verde (inédito). Publicado em tradução castelhana: Tres hojas de ruda y un ajo verde (Buenos Aires, Ediciones Botella al Mar, 1948)

#### Teatro
- A soldadeira (inédita). Publicada em tradução castelhana: La soldadera (Buenos Aires, Editorial Ariadna, 1957)

#### Ensaio
- Eiroa (Vigo, Galaxia, 1957)
- Castelao artista (Buenos Aires, Alborada, 1969)

#### Gravados e desenhos com textos literários
- Homaxe a un paxaro (Corunha, Ediciós do Castro, 1969)
- Retratos de esguello (Corunha, Ediciós do Castro, 1968)
- O meco (Corunha, Ediciós do Castro, 1963)
- O conde asesino de Sobrado (Corunha-Buenos Aires, Ediciós Cuco-Rei, 1971)
- Comunicacións mesturadas (Vigo, Galaxia, 1973)

### Obra em castelhano
- 13 Estampas de la traición, Buenos Aires, edição de autor, (1937)
- Homenaje a la Torre de Hércules, (1945)